# Letter from Home
Letter from Home är ett musikalbum av Pat Metheny Group, utgivet 1989 av Geffen. Den fortsätter där föregångaren Still Life (Talking) lämnade och fortsätter också att ingjuta brasilianska element in i modern jazz.

## Låtlista
1. "Have You Heard" (Metheny) – 6:25
2. "Every Summer Night" (Metheny) – 7:13
  - Tillägnad Festival International de Jazz de Montréal.
3. "Better Days Ahead" (Metheny) – 3:02
4. "Spring Ain't Here" (Metheny) – 6:55
  - Tillägnad och inspirerad av Stanley Turrentine.
5. "45/8" (Metheny/Mays) – 0:56
6. "5-5-7" (Metheny/Mays) – 7:54
7. "Beat 70" (Metheny/Mays) – 4:53
8. "Dream of the Return" (Metheny – spansk text: Pedro Aznar) – 5:25
9. "Are We There Yet" (Mays) – 7:55
10. "Vidala" (Aznar) – 3:04
  - Baserad på en gammal indiansk folkmelodi från en stam lokaliserad i nordöstra Argentina.
11. "Slip Away" (Metheny) – 5:24
12. "Letter from Home" (Metheny) – 2:33
  - Tillägnad Jo Härting.

Albumet spelades in på The Power Station, New York, New York år 1989.

## Pat Metheny Group
- Pat Metheny – el- & akustisk gitarr, Synclavier, guitar synthesizer
- Pedro Aznar – sång, tenorsaxofon, pipor, melodica, vibrafon, marimba, akustisk gitarr, charango, percussion
- Lyle Mays – trumpet, piano, orgel, keyboards, Synclavier, dragspel
- Steve Rodby – kontrabas & elbas
- Paul Wertico – trummor, percussion, caja
- Armando Marçal – percussion

### Arrangemang
- Pat Metheny (med ytterligare arrangemang och orkestrering av Lyle Mays): spår 1–4, 11, 12
- Pat Metheny & Lyle Mays: spår 5
- Pat Metheny, Lyle Mays & Steve Rodby: spår 6–8
- Lyle Mays: spår 9
- Pedro Aznar: spår 10

## Utmärkelser
Grammy Awards
| År   | Vinnare           | Kategori                                      |
| ---- | ----------------- | --------------------------------------------- |
| 1990 | Pat Metheny Group | Grammy Award for Best Jazz Fusion Performance |